# Битва при Айн Тамрі
Битва при Айн Тамрі між силами Арабського халіфату та Державою Сасанідів відбулася в 633. Передова застава Айн-уль-Тамра перебувала на захід від Анбару. Там знаходилися допоміжні сили Сасанідів, що складалися в основному з арабів-християн, які виявилися розбиті арабами-мусульманами. Глава арабів-християн - Акка ібн Кайс ібн Башир - був схоплений особисто Халід ібн аль-Валідом.
Так як Айн-уль-Тамр знаходився на захід від Анбара, то іранці сподівалися, що навала арабів-мусульман була лише черговим грабіжницьким рейдом, і тепер вони знову підуть до себе в пустелю, але Халід ібн аль-Валід продовжив воювати з іранцями. 
Біля Айн-уль-Тамра знаходився християнський монастир, частина людей з якого вирішила прийняти іслам. Зокрема, мусульманами стали Нусайр і Серіме. Син першого - Муса ібн-Нусайр - згодом командував силами, що завоювали Піренейський півострів; син другого - ібн Серіме - став одним з найвідоміших мусульманських теологів.